# Устав од 3. маја 1791.
Устав од 3. маја 1791. (пољ. Konstytucja 3 maja, литв. Gegužės trečiosios konstitucija), под називом Закон о управљању (пољ. Ustawa Rządowa), био је устав који је усвојио Велики Сејм („Четворогодишњи Сејм“, који се састао 1788–92) за Пољско-Литвански Комонвелт, двојну монархију коју чине Круне Краљевине Пољске и Велике Кнежевине Литваније. Устав је осмишљен да исправи политичке мане Комонвелта. Томе је претходио период агитације за — и постепено увођење — реформи, почевши од сазивног Сејма 1764. и избором који је те године уследио за Станислава Августа Поњатовског, последњег краља Комонвелта.
Устав је настојао да спроведе ефикаснију уставну монархију, уведе политичку једнакост између грађана и племства и стављање сељаке под заштиту владе, ублажавајући најгоре злоупотребе кметства. Забрањивао је погубне парламентарне институције као што је либерум вето, који је Сејм ставио на милост и немилост сваког посланика, који је могао ставити вето и тако поништити све законе које је тај Сејм усвојио. Суседи Комонвелта су непријатељски реаговали на усвајање устава. Краљ Фридрих Вилхелм II раскинуо је савез Пруске са Пољско-литванским Комонвелтом. Удружио се са царском Русијом Катарине Велике и Тарговичком конфедерацијом пољских магната против реформи да би победио Комонвелт у Пољско-руском рату 1792.
Устав из 1791. био је на снази мање од 19 месеци. Гроднонски сејм који се састао 1793. прогласио га је ништавим и неважећим, иако је законско овлашћење Сејма да то учини била упитно. Друга и трећа подела Пољске (1793, 1795) на крају су окончале суверену егзистенцију Пољске до краја Првог светског рата 1918. Током те 123 године, Устав из 1791. помогао је да се одрже аспирације Пољске за коначно обнављање суверенитета земље. Према речима двојице његових главних аутора, Игнаћија Поточког и Хуга Кололонтаја, Устав из 1791. био је „последња воља и тестамент отаџбине која се гаси“.
Устав од 3. маја 1791. комбиновао је монархијску републику са јасном поделом извршне, законодавне и судске власти. Генерално се сматра првим европским и другим модерним писаним националним уставом у Европи, после Устава Сједињених Држава који је ступио на снагу 1789. године.

## Позадина
Пољски конституционализам се може пратити од 13. века, када је владавина консензусом и репрезентацијом већ била добро успостављена у младој пољској држави. Појава парламентарних тела, сејма и сејмикија, уследила је у првој половини 16. века. До 17. века, пољску правну и политичку традицију окарактерисалу су као парламентарне институције и систем контроле и равнотежа државне власти, која је и сама била ограничена децентрализацијом. Идеја о друштвеном уговору оличена је у текстовима као што су Хенрицијански чланци и Пацта цонвента; концепт индивидуалних слобода; и схватање да монарх дугује дужности својим поданицима. Овај систем, који је првенствено користио пољском племству (шљахта), постао је познат као „Златна слобода“.

### Крај златног доба
Устав из 1791. био је одговор на све опаснију ситуацију у Пољско-литванској заједници која је само век раније била велика европска сила и још увек највећа држава на континенту. Деведесетих година 15. века, на врхунцу демократије племића, дворски проповедник краља Сигисмунда III Васе — језуита Пјотр Скарга — осудио је слабости Комонвелта. У истом периоду, писци и филозофи као што су Анджеј Фрич Модрзевски и Ваврзињец Грзимала Гослицки, и реформски покрет egzekucja praw (Извршење закона) који је предводио Јан Замоиски заговарали су политичке реформе. Године 1656, у ономе што је постало познато као Лвовска заклетва, Сигисмундов син краљ Јан II Казимир Васа дао је свечан завет у име целе Пољско-литванске заједнице да ће ослободити пољске сељаке „од неправедних терета и угњетавања“. Док се борио са Сејмом, Јан Казимир је 1661. године — у чијој су владавини били веома разорни ратови и опструкционизам од стране племства — тачно предвидео да Комонвелту прети опасност да ће бити подељен од стране Русије, Бранденбурга и Аустрије.
Како Сејм није успео да спроведе довољно реформи, државна машинерија је постајала све више нефункционална. Значајан узрок пропасти Комонвелта био је либерум вето („слободни вето“), који је од 1652. дозвољавао сваком посланику Сејма да поништи све законе које је тај Сејм донео. Као резултат тога, посланици које су поткупили магнати или стране силе — првенствено из Руске империје, Краљевине Пруске и Француске, која је имала сталну револуцију — или посланици који су веровали да живе у „златном добу“ без преседана, паралисали су владу Комонвелта за преко једног века. Претња либерум вета могла је бити превазиђена само успостављањем „конфедеративног сејма“, који је био имун на либерум вето. Декларација да сејм или чини „конфедерацију“ или припада једној, била је смишљање које су страни интереси у 18. веку увелико користили да изнуде законодавни исход.
Почетком 18. века, магнати Пољске и Литваније су контролисали државу, обезбеђујући да се не спроведу никакве реформе које би могле да ослабе њихов привилеговани статус („Златне слободе“). Неефикасни монарси који су изабрани на престо Комонвелта почетком 18. века, Август II Јаки и Август III од Пољске из куће Ветин, нису побољшали ствари. Ветинови, навикли на апсолутну владавину која је практикована у њиховој родној Саксонији, покушали су да владају застрашивањем и употребом силе, што је довело до низа сукоба између њихових присталица и противника — укључујући још једног претендента на пољски престо, краља Станислава Лешћинског. Ти сукоби су често имали облик конфедерација — легалних побуна против краља дозвољених Златним слободама — укључујући Варшавску конфедерацију (1704), Сандомјешку конфедерацију, Тарногродску конфедерацију, Џиковску конфедерацију и Рат за пољско наслеђе. Само 8 од 18 заседања Сејма током владавине Августа II (1694–1733) донело је законе. Током 30 година за време владавине Августа III, само једно заседање је могло да донесе закон. Влада је била близу колапса, што је довело до израза „пољска анархија“, а земљом су управљали покрајински сабори и магнати.
Друге реформске покушаје у Ветин ери водили су појединци као што су Станислав Дунин-Карвицки, Станислав Антони Шчука, Казимјеж Карвовски и Михал Јозеф Масалски; ови су се углавном показали као узалудни.

### Ране реформе
Просветитељство је у великој мери утицало на размишљање утицајних кругова Комонвелта током владавине (1764–95) њеног последњег краља, Станислава II Августа Поњатовског. Краљ је био „просвећени“ пољски магнат који је био посланик у неколико Сејмова између 1750. и 1764. и имао је дубље разумевање пољске политике од претходних монарха. Конвокцијски сејм из 1764. године, који је изабрао Поњатовског на престо, контролисала је реформистичка династија Чарторијски, а подржавале су га руске војне снаге које су позвали Чарторијски. У замену за доношење декрета који су им повољни, Руси и Пруси су дозволили да конфедеративни сазив Сејм спроведе низ реформи, укључујући слабљење либерум вета и његово више не примењивање на трезор и економска питања. ] Свеобухватнији реформски пакет представио је Анџеј Замојски, али противљење Пруске, Русије и пољског племства осујетило је овај амбициозни програм, који је предлагао да се о свим предлозима одлучује већином гласова.
Делимично зато што је његов избор наметнула царица Катарина Велика, политичка позиција Поњатовског била је слаба од самог почетка. Наставио је са опрезним реформама, као што су успостављање фискалних и војних министарстава и увођење националне царинске тарифе, која је убрзо напуштена због противљења Пруског Фридриха Великог. Ове мере је већ одобрио сазив Сејм; више законодавних и извршних побољшања инспирисаних Фамилијом или Краљем спроведено је током и после Сејма 1764. године.
Магнати Комонвелта гледали су на реформу са сумњом, а суседне силе, задовољне пропадањем Комонвелта, гнушали су се помисао о поновној и демократској моћи на својим границама. Пошто је армија Комонвелта смањена на око 16.000, њеним суседима је било лако да директно интервенишу — царска руска армија је бројала 300.000, а пруска војска и царска аустријска војска имале су по 200.000.
Руска царица Катарина и пруски краљ Фридрих II изазвали су сукоб између чланова Сејма и краља око грађанских права за верске мањине, попут протестаната и грчких православаца чије је положаје, које је Варшавска конфедерација 1573. гарантовала једнака католичкој већини, знатно се погоршао. Катарина и Фридрих су изјавили да подржавају шљахту и њихове „слободе“, а до октобра 1767. године руске трупе су се окупиле изван Варшаве у знак подршке конзервативној Радомској конфедерацији. Краљ и његови присталице нису имали другог избора осим да пристану на руске захтеве. Током Сејма Рјепњина (названог по незванично председавајућем руском амбасадору Николају Репњину) краљ је прихватио пет „вечних и непроменљивих принципа“ за које је Катарина обећала да ће их „за сва времена штитити у име слобода Пољске“: избор краљева, право либерум вета, право на одрицање од верности и подизање побуне против краља (рокоша), ексклузивно право шљахте да има функције и земљу и власт земљопоседника над својим сељацима. Тако су све привилегије („Златне слободе“) племства које су учиниле Комонвелт неуправљивим биле загарантоване као непроменљиве у кардиналним законима. Кардиналне законе и права „верских неистомишљеника“ које је донео Репњинов сејм гарантовала је лично царица Катарина. Овим законским актима, по први пут, Русија је формално интервенисала у уставна питања Комонвелта.
Током Сејма 1768. године, Репњин је показао небригу за локални отпор тако што је организовао отмицу и затварање Кајетана Солтика, Јозефа А. Залуског, Вацлава Рзевуског и Северин Рзевуског, свих гласних противника стране доминације и недавно прокламоване политике. Пољско-литванска заједница је правно и практично постала протекторат Руске империје. Ипак, усвојено је неколико мањих корисних реформи, враћена су политичка права верских мањина и све више се увиђала потреба за додатним реформама.
Пристанак краља Станислава Августа на руску интервенцију наишао је на извесно противљење. Дана 29. фебруара 1768, неколико магната — укључујући Јозефа Пуласког и његовог младог сина Казимјежа Пуласког  — обећавајући да ће се супротставити руском утицају, прогласило је Станислава Августа лакејем Русије и Катарине и формирало конфедерацију у граду Бару. Барска конфедерација се фокусирала на ограничавање утицаја странаца у пословима Комонвелта, а прокатоличка оријентација се генерално противила верској толеранцији. Започео је грађански рат да збаци краља, али су његове нерегуларне снаге биле савладане руском интервенцијом 1772. године.
Пораз Барске конфедерације поставио је сцену за споразум о подели од 5. августа 1772, који су у Санкт Петербургу потписале Русија, Пруска и Аустрија. Уговор је лишио Пољско-Литванску Заједницу око трећину њене територије и становништва —преко 200.000 km² и 4 милиона људи. Три силе су оправдавале своју анексију, позивајући се на анархију у Комонвелту-у и њено одбијање да сарађује са напорима својих суседа да успостави ред. Краљ Станислав Август је попустио и 19. априла 1773. сазвао је Сејм. Само 102 од око 200 посланика присуствовало је ономе што је постало познато као Сејмова поделе. Остали су били свесни краљеве одлуке и одбили су. Упркос протестима посланика Тадеуша Рејтана и других, споразум — касније познат као Прва подела Пољске — је ратификован.
Прва од три узастопне поделе територије Комонвелта из 18. века које су на крају уклониле суверенитет Пољске шокирале су становнике Комонвелта и јасно ставиле до знања прогресивним умовима да Комонвелт мора или да се реформише или нестане. У тридесет година пре Устава, међу прогресивним мислиоцима је било све већег интересовања за уставну реформу. Пре прве поделе, пољски племић Михал Велхорски послат је у Француску од стране Барске конфедерације да затражи од филозофа Габријела Боно де Маблија и Жан-Жака Русоа њихове предлоге о новом уставу за реформисану Пољску. Мабли је поднео своје препоруке Du gouvernement et des lois en Pologne (Влада и закони Пољске) 1770–71, док је Русо завршио своја Разматрања о влади Пољске 1772, када је већ била у току прва подела. Радове који заговарају потребу за реформом и представљају конкретна решења публиковали су у Комонвелту пољско-литвански мислиоци: О ефикасном начину сабора или о вођењу редовних сејмова (1761–63), Станислава Конарског, оснивача Collegium Nobilium; Политичке мисли о грађанским слободама (1775) и Патриотска писма (1778–78), Јозефа Вибицког, аутора стихова пољске химне; (Анонимна писма Станиславу Малаховском (1788–89) и Политички закон пољског народа (1790), Хуга Кололонтаја, шефа странке Колотајеве ковачнице; и Напомене о животу Јана Замојског (1787), Станислава Сташића. Сатира Игнаћија Красицког из доба Великог Сејма такође се сматрала кључним за пружање моралне и политичке подршке уставу.
Нови талас реформи које су подржали прогресивни магнати попут породице Чарторијски и краља Станислава Августа уведен је на Сејму поделе. Најважније је било оснивање Комисије за национално образовање (Komisja Edukacji Narodowej) 1773. године — првог министарства просвете у свету. Отваране су нове школе, штампани су једнообразни уџбеници, наставници су добијали боље образовање, а сиромашни ученици стипендирани. Војска Комонвелта је требало да се модернизује и договорено је финансирање за стварање веће сталне војске. Уведене су економске и комерцијалне реформе — укључујући и неке намењене покривању повећаног војног буџета које је школа раније избегавала као неважне —. Основана је нова извршна скупштина, Стални савет од 36 чланова, који се састоји од пет министарстава са ограниченим законодавним овлашћењима, дајући Комонвелту управно тело у сталним заседањима између Сејмова и самим тим имунитет на њихове поремећаје либерум вета.
Сејм је 1776. године задужио бившег канцелара Анџеја Замојског да изради нови законски законик. До 1780. он и његови сарадници су израдили Замојски законик (Zbiór praw sądowych). То би ојачало краљевску власт, учинило би све службенике одговорним Сејму, ставило свештенство и њихове финансије под државни надзор, а беземљашкој шлахти лишило би се многих њихових законских имунитета. Законик би такође побољшао положај неплемића — грађана и сељака. Прогресивни законик Замојског, који је садржао елементе уставне реформе, наишао је на противљење домаће конзервативне шљахте и страних сила; Сејм 1780. га није усвојио.

## Усвајање устава
Прилика за реформу појавила се током „Великог Сејма“ —који се такође назива „Четворогодишњи Сејм“—1788 – 1792, који је почео 6. октобра 1788. са 181 послаником. У складу са преамбулом Устава, од 1790. године састајао се „у двојном броју“ када је 171 новоизабрани посланик приступио раније успостављеном Сејму. Другог дана, тело је постало конфедеративни сејм да би се избегло либерум вето. Чинило се да су истовремени догађаји у свету били погодни за реформаторе. Русија и Аустрија су биле у рату са Отоманским царством, а Руси су се истовремено борили у руско-шведском рату 1788–1790. Чинило се да је нови савез Пољско-литванске заједнице и Пруске пружио сигурност од руске интервенције, а краљ Станислав Август приближио лидерима Патриотске партије оријентисане ка реформама.
Сејм је донео неколико великих реформи у своје прве две године, али су следеће две године донеле значајније промене. Сејм је усвојио Закон о слободним краљевским градовима из 1791. године, који је формално уграђен у коначни устав. Овај акт се бавио бројним питањима везаним за градове, кључно проширивши права грађанства (тј. грађана), укључујући изборна права. Док су Сејм чинили представници племства и свештенства, реформаторе су подржавали грађани, који су крајем 1789. организовали у Варшави „Црну процесију“ захтевајући пуно политичко ослобођење буржоазије. Дана 18. априла 1791. Сејм је — у страху да би протести грађана, ако се буду игнорисали, могли да прерасте у насилне, као што су то недавно били у Француској — усвојио Закон о слободним краљевским градовима.
Нови устав је израдио краљ, уз доприносе Игнаћија Поточког, Хуга Кололонтаја и других. Краљ је заслужан за писање општих одредби, а Кололонтај за давање коначног облика документу. Станислав Август је желео да Комонвелт постане уставна монархија слична оној у Великој Британији, са јаком централном владом заснованом на јаком монарху. Поточки је желео да Сејм буде најјача грана власти. Кололонтај је желео "нежну" револуцију, изведену без насиља, како би се осим племства добиле и друге друштвене класе.
Предложеним реформама су се успротивили конзервативци, укључујући Хетманску странку. Претећи насиљем од стране својих противника, заговорници нацрта започели су расправу о Владином закону два дана раније, док су многи противници били одсутни на ускршњим одморима. Расправа и накнадно усвајање Владиног закона изведени су као квази-државни удар. Нису послата обавештења о опозиву познатим противницима реформи, док су се многи прореформски посланици тајно вратили раније. Краљевска гарда под командом краљевог нећака, принца Јозефа Поњатовског, била је постављена око Краљевског замка, где је био окупљен Сејм, како би спречили противнике да ометају процес. Дана 3. маја, Сејм се састао са само 182 члана, што је отприлике половина његовог „двоструког“ броја. Предлог закона је прочитан и великом већином усвојен, на одушевљење масе напољу. Мања група посланика је сутрадан уложила протест, али је 5. маја ствар званично окончана и протесте је поништила Уставна депутација Сејма. Био је то први пут у 18. веку да је у Комонвелту донет уставни акт без учешћа страних сила.
Убрзо након тога, странка Пријатељи устава (Zgromadzenie Przyjaciół Konstytucji Rządowej) — који су укључивали многе учеснике Великог Сејма — организована је да брани већ донете реформе и да промовише даље. Сматра се првом политичком странком модерног стила у историји Пољске. Одговор на нови устав био је мање ентузијастичан у провинцијама, где је Хетманска партија уживала значајан утицај. Општа подршка средњег племства била је пресудна и још увек веома значајна; већина покрајинских сејмика који су расправљали 1791. и почетком 1792. подржала је устав.

## Карактеристике
Устав од 3. маја 1791. одражава утицаје просветитељства, укључујући Русоов концепт друштвеног уговора и Монтескјеово залагање за равнотежу моћи између три гране власти — законодавне, извршне и судске — и дводомног законодавног тела. Као што је наведено у члану V Устава од 3. маја 1791. године, влада је требало да обезбеди да „интегритет државе, грађанска слобода и друштвени поредак увек остану у равнотежи.“ Јацек Јендрух пише: да је либералност одредаба Устава од 3. маја 1791. „пала негде испод” [оног] француског устава из 1791. године, изнад [оног у Канади] Уставног закона из 1791. године и [1794] оставила Опште-земаљски законик пруских држава далеко иза, али није био једнак [оном] америчком Уставу [који је ступио на снагу 1789].“ Извештава се да је краљ Станислав Август Поњатовски рекао да је Устав од 3. маја 1791. „основан углавном на уставу Енглеске“. и Сједињених Америчких Држава, али избегавајући грешке и једне и друге, и прилагођавајући се што је више могуће локалним и посебним околностима у земљи.“ Међутим, пољски историчари [који?] наводе да је Устав описан [ко?] као „заснован углавном на Уставу Сједињених Америчких Држава, али без недостатака овог последњег и прилагођен пољским околностима." [потребан цитат] Џорџ Сенфорд пише да је Устав од 3. маја 1791. обезбедио "уставну монархију блиску енглеском моделу тог времена."
Члан I је признао римокатоличку веру као „доминантну религију“, али је гарантовао толеранцију и слободу свим религијама. Био је мање прогресиван од Варшавске конфедерације из 16. века и јасно је ставио Пољску унутар католичке сфере утицаја. Чланом II потврђене су многе старе привилегије племства, истичући да су сви племићи једнаки и да треба да уживају личну сигурност и право на имовину. Члан III је предвиђао да је ранији Закон о слободним краљевским градовима (Miasta Nasze Królewskie Wolne w Państwach Rzeczypospolitej), од 18. (или 21.) априла 1791. године, саставни део Устава. Лична безбедност — neminem captivabimus, пољска верзија  habeas corpus — проширена је на грађане (укључујући Јевреје). Грађани су такође стекли право на стицање земљишне имовине и стекли право на војне официрске комисије и јавне функције, као што су резервисана места у Сејму и места у извршним комисијама трезора, полиције и судства. Грађанима је олакшано стицање и чланство у племству (шљахта).
Са пола милиона грађанства у Комонвелту који је сада у великој мери добио право гласа, политичка моћ је постала равномерније распоређена. Мало моћи је дато мање политички свесним или активним класама, као што су Јевреји и сељаци. Члан IV ставио је сељаштво Комонвелта под заштиту националног закона — први корак ка стицању права гласа највеће и најпотлаченије друштвене класе у земљи. Њихов низак статус у поређењу са другим сталежима није елиминисан, пошто устав није укинуо кметство. Друга подела и Кошћушкова прокламација Полањеца из 1794. касније ће почети да укида кметство.
У члану V је писало да „сва власт у грађанском друштву [треба] произаћи из воље народа.“ Устав се односио на „грађане“ земље, који су по први пут укључивали грађане и сељаке. У преамбули документа и 11 појединачних чланова уведен је принцип народног суверенитета који се примењује на племство и грађане и подела власти на законодавну (дводомни сејм), извршну („Краљ и Чувари,“ Чувари закона су новоосновани највиши државни ентитет), и судске власти. Он је унапредио демократизацију државе ограничавајући прекомерне законске имунитете и политичке прерогативе племства без земље.
Законодавна власт, како је дефинисана у члану VI, припадала је дводомном парламенту (изабрани Сејм и именовани Сенат) и краљу. Сејм се састајао сваке две године, када су то захтевале ванредне ситуације. Њен доњи дом — Представнички дом (Izba Poselska) — имао је 204 посланика (по 2 из сваког округа, по 68 из покрајина Велике Пољске, Мале Пољске и Велике Кнежевине Литваније) и 21 опуномоћеника из краљевских градова (7 из сваког) покрајина). Краљевска канцеларија је требало да унапред обавести сејмике о законима које намерава да предложи, како би се посланици припремили за расправу. Горњи дом Сејма — Комора сенатора (Izba Senacka) — имао је између 130 и 132 (извори се разликују) сенатора (војвода, кастелана и бискупа, као и владиних министара без права гласа). Краљ је председавао Сенатом и имао је један глас, који је могао да се искористи за раскид веза. Краљ и сви посланици имали су законодавну иницијативу, а већина ствари — познатих као општи закони, подељених на уставне, грађанске, кривичне и оне за институцију сталних пореза — захтевала је просту већину, прво из доњег дома, затим из горњег дома. Специјализоване резолуције, укључујући уговоре о савезу, објаве рата и мира, оплемењивање и повећање државног дуга, захтевале су да већина оба дома гласају заједно. Сенат је имао суспензивни вето на законе које је Сејм донео, који је важио до следеће седнице Сејма, када је могао бити поништен.
Члан VI признавао је Prawo o sejmikach, акт о обласним скупштинама (сејмиксима) донет 24. марта 1791. године. Смањењем власти племићких сталежа, овим законом су уведене велике измене у изборни правилник. Раније су сви племићи имали право да гласају на сејмицима, што је дефакто значило да су многи од најсиромашнијих племића без земље — познати као „клијенти“ или „клијентела“ локалних магната — гласали онако како су им магнати рекли. Сада је право гласа било везано за имовинску квалификацију: неко је морао поседовати или изнајмити земљиште и плаћати порез, или бити блиско повезан са неким ко јесте, да би гласао. 300.000 од 700.000 претходно подобних племића је тако лишено права. Право гласа је враћено земљопоседницима у војној служби. Они су изгубили ова права 1775. године. Гласање је било ограничено на мушкарце од најмање 18 година. Бирачи са правом гласа бирали су посланике у месне повијете, односно среске сејмике, који су бирали посланике у Генерални сејм.
Коначно, члан VI експлицитно је укинуо неколико институционалних извора слабости владе и националне анархије, укључујући либерум вето, конфедерације и конфедеративне сејмове, као и прекомерни утицај сејмика који проистиче из раније обавезујуће природе њихових упутстава за њихове посланике у Сејму. Конфедерације су проглашене „супротним духу овог устава, субверзивним за власт и деструктивним за друштво.“ Тако је нови устав ојачао овлашћења Сејма, померајући земљу ка уставној монархији.
Извршна власт, према члану V и VII, била је у рукама „Краља у његовом савету“, кабинета министара који се звао Чувари закона (или Чувар закона, Straż Praw). Министарства нису могла креирати нити тумачити законе, а сви акти министарства иностраних послова били су привремени и подложни су одобрењу Сејма. Краљ је председавао својим саветом, који се састојао од римокатоличког примаса Пољске — који је такође био председник Комисије за образовање — и пет министара које је именовао краљ: министар полиције, министар за печат (унутрашњих послова), министар спољних послова, министар белли (војни) и министар трезора. Чланови савета су такође били — без гласања — престолонаследник, маршал Сејма и два секретара. Ово краљевско веће потиче од сличних савета који су функционисали од чланака краља Хенрија (1573), и од недавног Сталног савета. Краљеви акти су захтевали супотпис одговарајућег министра. Од министра се тражило да потпише закон, осим ако сви остали министри не подрже његов приговор на тај закон. У том случају, краљ би могао повући закон или покренути питање изношењем у парламент. Одредба да краљ, „не чинећи ништа од себе,... неће ни за шта одговарати нацији“, паралелна је са британским уставним принципом да „Краљ не може учинити ништа лоше“. (У обе земље, релевантни министар је био одговоран за краљева дела.) Министри су били одговорни Сејму, који је могао да их разреши двотрећинским гласањем о неповерењу оба дома. Министре би такође могао сматрати суд Сејма, где је проста већина гласова била довољна за опозив министра. Краљ је био главни командант нације; нема помена хетмана (претходних највиших војних заповедника). Краљ је имао право да даје помиловања, осим у случајевима издаје. Одлуке краљевског већа спроводиле су комисије, чије је чланове бирао Сејм.
Устав је променио власт из изборне у наследну монархију. Ова одредба је имала за циљ да смањи деструктивни утицај страних сила на сваким изборима. Краљевска династија је била изборна, и ако би једна престала, нова породица би била изабрана од стране нације. Краљ је владао „милошћу Божјом и вољом нације“, а „сва власт произилази из воље нације“. Институција pacta conventa је очувана. Након смрти Станислава Августа, пољски престо ће постати наследан и прећи на Фридриха Августа I од Саксоније из династије Ветин, која је обезбедила два краља пре Станислава Августа. Ова одредба је зависила од пристанка Фредерика Августа. Одбио је када му је Адам Чарториски понудио престо.
О коме се говори у члану VIII, судство је одвојено од две друге гране власти, и требало је да га обављају изборне судије. Првостепени судови су постојали у сваком војводству и били су у сталном заседању, са судијама које су бирале обласне сејмичке скупштине. Апелациони судови су основани за покрајине, на основу реформисаног Крунског суда и Литванског суда. Сејм је између својих посланика изабрао судије Сејмског суда, претходника савременог Државног суда Пољске. У свакој покрајини су основани референтни судови који су разматрали случајеве сељаштва. Општински судови, описани у Закону о градовима, допунили су овај систем.
Члан IX је покривао процедуре за регентство, које би требало заједно да преузме савет чувара, на челу са краљицом, или у њеном одсуству примас. Члан X наглашава важност образовања краљевске деце и задужује Комисију за национално образовање за ову одговорност. Последњи члан устава, члан XI, тицао се националне сталне војске. Наведена војска је дефинисана као „одбрамбена снага“ посвећена „искључиво одбрани нације“. Војска је требало да се повећа на 100.000 људи.
Да би се додатно побољшала интеграција и безбедност Комонвелта, Устав је укинуо некадашњу унију Пољске и Литваније у корист унитарне државе. Њеном пуном успостављању, уз подршку Станислава Августа и Кололонтаја, противили су се многи литвански посланици. Као компромис, Велика кнежевина Литванија је добила бројне привилегије које су гарантовале њено даље постојање. Сродни акти су укључивали Декларацију окупљених имања (Deklaracja Stanów Zgromadzonych) од 5. маја 1791. године, којом се потврђује Владин акт усвојен два дана раније, и узајамно залагање два народа (Zaręczenie Wzajemne Obojga Narodów), односно Круне Краљевине Пољске и Велике Кнежевине Литваније, од 22. октобра 1791. године, којом се потврђује јединство и недељивост Пољске и Литваније у оквиру једне државе и њихова равноправна заступљеност у органима државне управе. Узајамно обећање ојачало је пољско-литванску унију док је многе федералне аспекте државе задржало нетакнутима.
Устав од 3. маја је преведен на литвански језик, што је означило велику промену у размишљању виших класа и сигнализирало напоре да се модернизује држава.
Устав је такође објављен у издањима на енглеском, француском и немачком језику.
Устав је предвиђао потенцијалне амандмане о којима је требало да се расправља на ванредном Сејму који ће се одржавати сваких 25 година.
Устав је до последњег остао у току. Закон о Влади је употпуњен бројним законима донетим у мају и јуну 1791: о сејмским судовима (два акта од 13. маја), о чуварима закона (1. јуна), комисији националне полиције (министарство, 17. јуна), и општинска управа (24. јуна).
Коаутор Устава Хуго Кололонтај најавио је да је у току рад на „привредном уставу... који гарантује сва права својине [и] обезбеђује заштиту и част свим врстама рада...“ Трећи планирани основни закон је био помиње Кололонтај : „морални устав“, највероватније пољски аналог Повељи о правима Сједињених Држава и француске Декларације о правима човека и грађанина. Устав је захтевао припрему новог грађанског и кривичног законика, који се условно назива Законик Станислава Августа. Краљ је такође планирао реформу којом би се побољшао положај Јевреја.

## Последице: рат и две последње поделе
Уставне формалне процедуре су спроведене нешто више од годину дана пре него што су их зауставиле руске армије у савезу са конзервативним пољским племством у Пољско-руском рату 1792. године, такође познатом као Рат за одбрану устава. Пошто су ратови између Турске и Русије и Шведске и Русије окончани, царица Катарина је била бесна због усвајања документа, за који је веровала да угрожава руски утицај у Пољској. Русија је на Пољску гледала као на дефакто протекторат. „Из Варшаве је стигла најгора могућа вест: пољски краљ је постао готово суверен“, реаговао је један од главних спољнополитичких аутора Русије Александар Безбородко када је сазнао за нови устав. Контакте пољских реформатора са Револуционарном француском националном скупштином суседи Пољске су видели као доказ револуционарне завере и претње апсолутним монархијама. Пруски државник Евалд фон Херцберг изразио је страхове европских конзервативаца: „Пољаци су дали coup de grâce пруској монархији гласањем за устав“, елаборирајући да ће јак Комонвелт вероватно захтевати враћање земаља које је Пруска стекла у Првој партицији.
Магнати који су се од почетка противили нацрту устава, Францишек Ксавери Браницки, Станислав Шченсни Поточки, Северин Жевуски, Шимон Марћин Косаковски и Јозеф Косаковски, затражили су од царице Катарине да интервенише и врати њихове привилегије — кардинални закон је укинут према новом закону. У том циљу ови магнати су формирали Тарговску конфедерацију. У прогласу Конфедерације, припремљеном у Санкт Петербургу у јануару 1792. године, критикује се устав због доприноса „зарази демократских идеја“ након „кобних примера датих у Паризу“. У њему се тврди да је„парламент ... прекршио све основне законе, помео све слободе племства и трећег маја 1791. претворио се у револуцију и заверу.“ Конфедерати су објавили намеру да ову револуцију савладају. „Не можемо ништа друго него да се с поверењем обратимо царици Катарини, угледној и поштеној царици, нашем суседном пријатељу и савезнику, која поштује потребу нације за благостањем и увек јој пружа руку помоћи“, писали су они.
Руске војске су ушле у Пољску и Литванију, започевши Пољско-руски рат 1792. године. Сејм је изгласао повећање војске Комонвелта на 100.000 људи, али због недовољног времена и средстава тај број никада није постигнут и убрзо је напуштен чак и као циљ. Пољски краљ и реформатори су могли да избаце само војску од 37.000 људи, од којих су многи били непроверени регрути. Ова војска, под командом Јозефа Поњатовског и Тадеуша Кошћушка, у неколико наврата је побеђивала или се борила нерешено против Руса, али је на крају пораз био неизбежан. Упркос пољским захтевима, Пруска је одбила да испоштује своје савезничке обавезе. Покушаји Станислава Августа да преговара са Русијом показали су се узалудним. Како су се линије фронта померале ка западу, а у јулу 1792. Варшави је претила опсада од стране Руса, краљ је веровао да је победа немогућа против бројчано надмоћнијег непријатеља и да је предаја једина алтернатива потпуном поразу. Добивши уверавања од руског амбасадора Јакова Булгакова да неће доћи до територијалних промена, кабинет Чувара закона је са 8:4 гласао за предају. Дана 24. јула 1792. године, краљ Станислав Август Поњатовски се придружио Тарговичкој конфедерацији, како је царица захтевала. Пољска војска се распала.
Многи реформски лидери, верујући да је њихова ствар за сада изгубљена, отишли су у самонаметнуто изгнанство. Неки су се надали да ће Станислав Август успети да преговара о прихватљивом компромису са Русима, као што је то чинио у прошлости. Али краљ није спасао Комонвелт, као ни Конфедерат из Тарговице, који су кратко време управљали земљом. На њихово изненађење, Гродно Сејм, подмићен или застрашен од стране руских трупа, донео је другу поделу Пољске. Дана 23. новембра 1793. завршила је своје разматрање под принудом, поништавајући устав и приступајући Другој подели. Русија је узела 250.000 km², док је Пруска узела 58.000 km². Комонвелт сада није обухватао више од 215.000 km². Оно што је остало од Комонвелта била је само мала тампон држава са марионетским краљем и руским гарнизонима који су држали на оку смањену пољску војску.
Пољски родољуби су годину и по чекали док су планирали устанак. Дана 24. марта 1794. у Кракову, Тадеуш Кошћушко је објавио оно што је постало познато као Кошћушки устанак. Дана 7. маја, издао је Полањечку прокламацију (Uniwersał Połaniecki), дајући слободу сељацима и власништво над земљом свима који су се борили у устанку. Револуционарни судови су делили хитну правду онима који су сматрани издајницима Комонвелта. После почетних победа у бици код Рацлавица (4. априла), заузимања Варшаве (18. априла) и Вилна (22. априла) — устанак је сломљен када су се снаге Русије, Аустрије и Пруске придружиле војној интервенцији. Историчари сматрају да је пораз устанка готов закључак с обзиром на бројчану и ресурсну супериорност три силе које су освајале. Пораз Кошћушкових снага довео је 1795. до треће и последње поделе Комонвелта.

## Наслеђе

### Историјски значај
Устав од 3. маја 1791. је и идеализован, али и критикован зато што или не иде довољно далеко или је превише радикалан. Како су његове одредбе остале на снази само 18 месеци и 3 недеље, њен утицај је у сваком случају био ограничен. Међутим, генерацијама је сећање на Устав — који су политиколози препознали као прогресиван документ за своје време — помагало да се одрже у животу пољске тежње за независним и праведним друштвом, и наставило да подстиче напоре потомака његових аутора. Бронислав Дембињски, пољски уставотворац, написао је век касније да „чудо устава није спасило државу, већ је спасило нацију.“ У Пољској је Устав митологизован и посматран као национални симбол и као врхунац. просветитељства у пољској историји и култури. По речима двојице њених аутора, Игнација Потоцког и Хуга Кололонтаја, то је била „последња воља и тестамент отаџбине која је се гаси“. Након повратка независности Пољске 1918, 3. маја годишњице доношења Устава усвајање је посматрано као најважнији грађански празник у земљи.
Устав од 3. маја био је прекретница у историји права и развоју демократије. Ирски државник из 18. века Едмунд Бурк описао га је као „најплеменитију добробит коју је примила било која нација у било које време... Станислав II је заслужио место међу највећим краљевима и државницима у историји.“ Устав од 3. маја је био први који је уследио након ратификације устава Сједињених Држава из 1788. године. Пољска и Сједињене Америчке Државе, иако су географски удаљене једна од друге, показале су сличне приступе дизајнирању политичких система. Устав од 3. маја назван је другим уставом у светској историји. Стручњак за уставно право Алберт Блауштајн назива га „другим националним уставом света“, а Бил Мојерс пише да је то био „први европски кодификовани национални устав (и други најстарији у свету).“ Историчар Норман Дејвис то назива „први устав те врсте у Европи“. Устав од 3. маја и Велики Сејм који га је усвојио били су предмет великог броја радова пољских научника, почевши од још увек често цитираних дела Валеријана Калинке и Владислава Смоленског из 19. века, а наставио у 20. веку Богуслава Леснодорског.
Званични назив документа био је Ustawa Rządowa („Закон о влади“), где се „влада“ односила на политички систем. У Комонвелту, израз „устав“ (konstytucja) је раније означавао све законе, било ког карактера, које је донео одређени Сејм.

### Празник
3. мај је проглашен пољским празником (Дан Устава — Święto Konstytucji 3 Maja) 5. маја 1791. године. Празник је био забрањен током поделе Пољске, али је поново успостављен у априлу 1919. под Другом пољском Републиком — првим празником који је званично уведен у новој независној земљи. Током Другог светског рата поново је био забрањен од стране нацистичких и совјетских окупатора. Прослављао се у пољским градовима маја 1945. године, али углавном спонтано. антикомунистичке демонстрације нису се допадале пољским комунистима, а оно, и такмичиле су се за пажњу са прославама 1. маја празника рада које су подржавали комунисти у Народној Републици Пољској; ово је довело до његовог „ребрендирања“ у Дан Демократске странке и уклањања са листе државних празника до 1951. године. До 1989. 3. мај је био чест повод за антивладине и антикомунистичке протесте. 3. мај је враћен као званични пољски празник у априлу 1990. након пада комунизма. Пољско-амерички понос се слави истог датума, на пример у Чикагу, где га од 1982. године Пољаци обележавају свечаностима и годишњом парадом пољског Дана устава.[